# Aérodrome de Sollières-Sardières
L’aérodrome de Sollières-Sardières (code OACI : LFKD) est un aérodrome agréé à usage restreint, situé à Val-Cenis en Savoie (région Rhône-Alpes, France).
Il est utilisé pour la pratique d’activités de loisirs et de tourisme (aviation légère, hélicoptère et aéromodélisme).

## Géographie
L'aérodrome est situé dans le sud-est de la France et du département de la Savoie, en Haute-Maurienne, entre les villages de Bramans au sud-ouest et Termignon au nord, juste au sud du hameau de Sollières-l'Envers. Il tire son nom de l'ancienne commune de Sollières-Sardières, intégrée depuis 2017 dans la commune nouvelle de Val-Cenis.
Il occupe des prairies sur le cône de déjection du torrent de l'Envers et du ruisseau de Repelen, dans le fond de la vallée, en rive gauche de l'Arc qui s'écoule juste à l'ouest.

## Installations
L’aérodrome dispose d’une piste en herbe orientée sud-nord (02/20), longue de 705 mètres et large de 60.
L’aérodrome n’est pas contrôlé. Les communications s’effectuent en auto-information sur la fréquence de 123,500 MHz.

## Activités
- Aéro-club de Haute-Maurienne
- SAF Aerogroup[3]